# Gary Alven Edwards

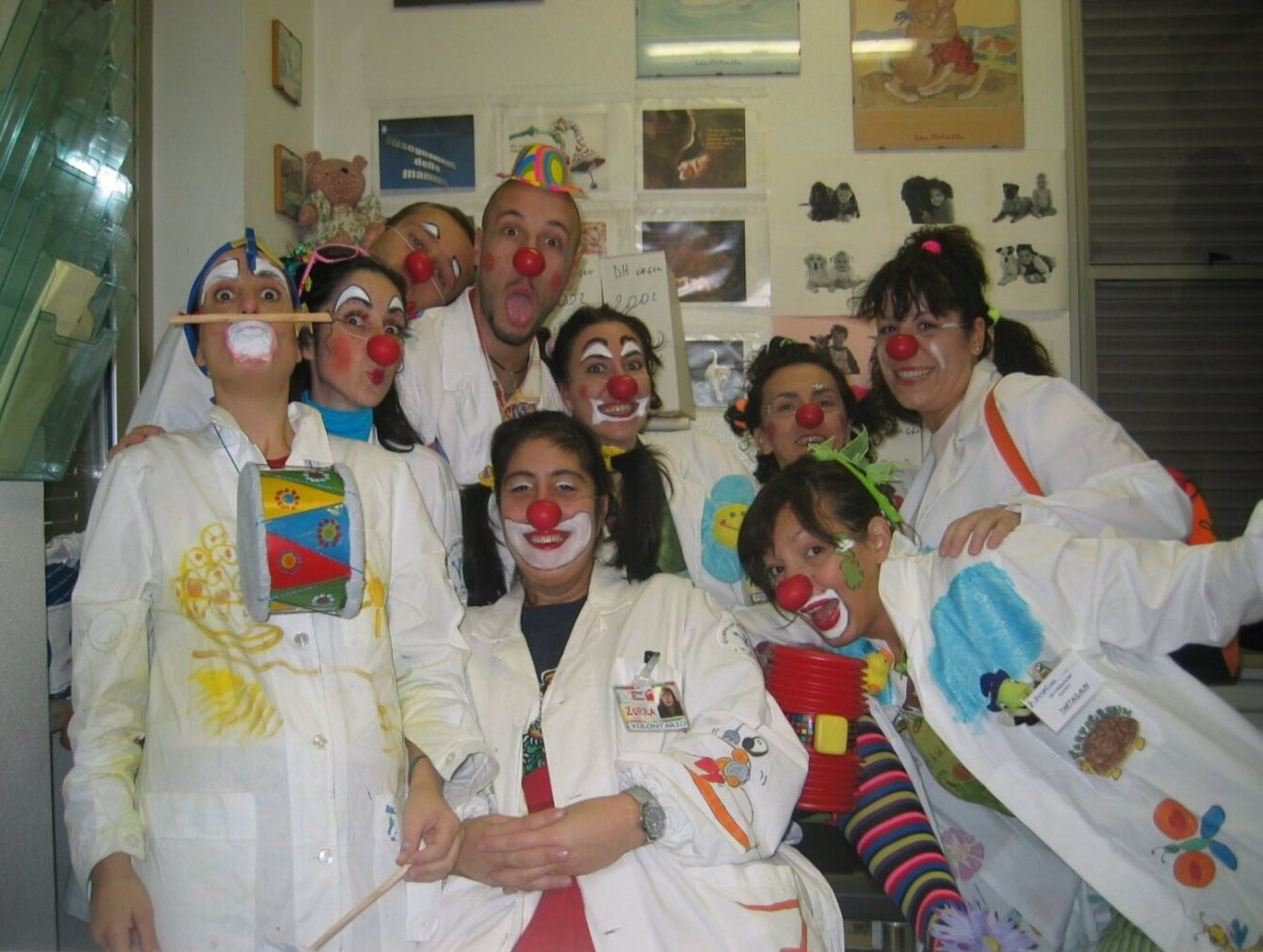
Skupina zdravotních klaunů v italské nemocnici (prosinec 2005)

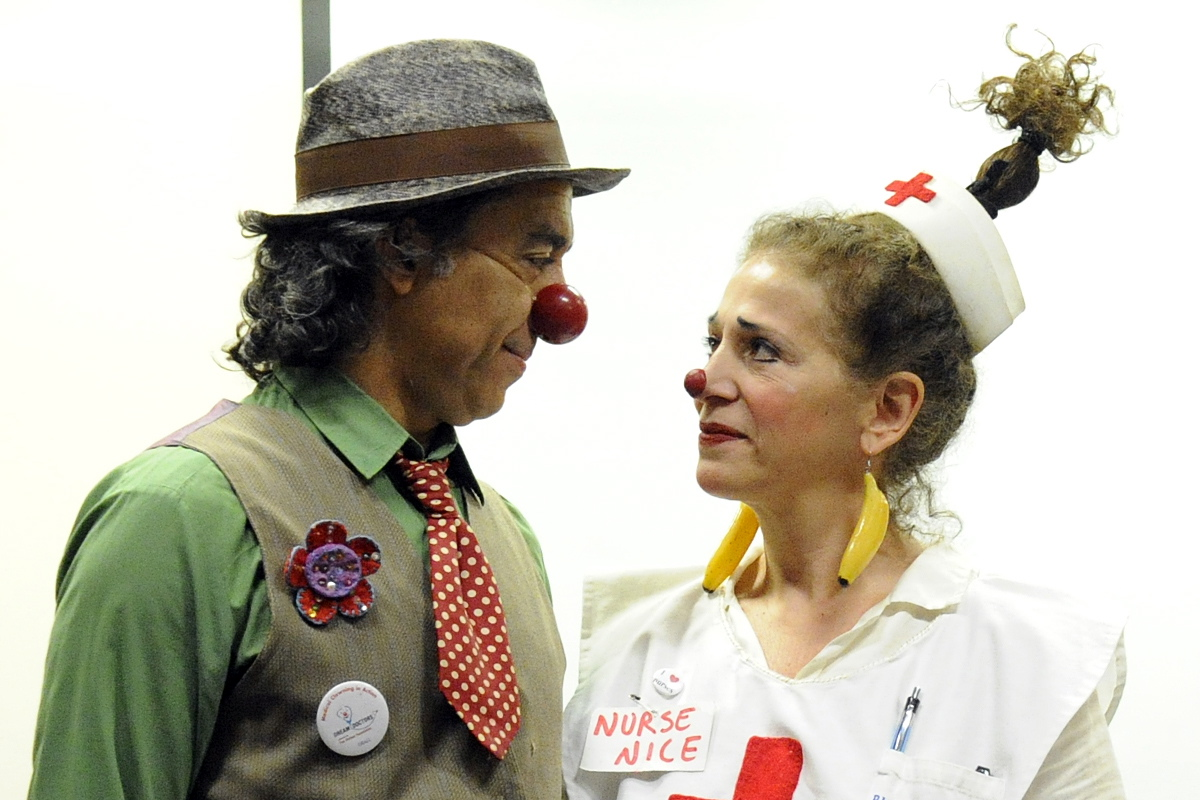
Zdravotní klauni v nemocnici v západní části Jeruzaléma v Izraeli (2012)

Gary Alven Edwards (* 27. prosince 1951, Ohio, USA) je americký herec, profesionální klaun, hudebník, zpěvák, malíř, spisovatel, zakladatel (v roce 2001) organizace Zdravotní klaun, o.p.s v České republice a také zakladatel (v roce 2004) obdobného občanského sdružení na Slovensku (Červený nos Clowndoctors). Na návrh České pediatrické společnosti byl Gary Edwards oceněn Českou lékařskou společností (J. E. Purkyně) v říjnu 2012 medailí za dlouhodobý a významný přínos ve zdravotnictví.

## Život
Gary Edwards se narodil27. prosince 1951 v americkém Ohiu.

### Studia a cestování
Ve Spojených státech vystudoval nejprve medicínu. V Kalifornii, kde žil 9 let, pak studoval hudbu a následně zde pokračoval (díky stipendiu) ve dva roky trvajícím studiu na první americké akreditované klaunské škole Dell Arte International School of Physical Theater.
Klaunská škola byla zaměřena na „fyzické divadlo“ (Alexandrova technika, tanec, cirkusové umění, klaunský pohyb, základy baletu, jazz dance, zpěv, hra na hudební nástroje, ...). V roli klauna navštívil nemocnici vůbec poprvé v rámci praxe v roce 1976 ještě během studiu na této „klaunské škole“. Byla to vlastně experimentální záležitost – pokusné praktické působení klaunství na psychiku osob v sociálních zařízeních, dětských domovech, vězeních a nemocnicích.
Během studií se Gary Edwards živil hudbou. I přes jistá omezení a zákazy vystupoval po večerech po skončení školních povinností v klubech a restauracích, během letních tři měsíce trvajících prázdnin odjížděl vydělat si peníze na další studia k jezeru v pohoří Sierra Nevada na hranicích států Kalifornie a Nevada na západě USA. Místo se jmenuje anglicky Lake Tahoe, Garry tam bydlel ve stanu; jsou tam velká kasina a Gary Edwards tam pracoval jako muzikant v jednom z nich.
Svoje studia ukončil až ve svých 27 letech (rok 1978). Po studiích hodně cestoval po Evropě, žil v Nizozemí, Rakousku a Německu.

### Myšlenka nemocničních klaunů
Velký projekt – (a nejspíše první takový koncept na světě) – pravidelných návštěv klaunů u dětí v nemocnicích začal Michael Christensen v New Yorku v roce 1986. Projekt se jmenoval Big Apple Clown Care Unit a Michael Christensen s ním začal v New Yorku v presbyteriánské nemocnici. Od 80. let 20. století se v některých zemích začaly rozvíjet programy nemocničních klaunů. Tato netradiční forma podpory léčebného procesu za přispění zlepšení nálady pacienta Edwardse dlouhodobě zajímala a inspirovala. Myšlenku zdravotních klaunů, kteří hospitalizovaným dětem mohou alespoň na čas zpříjemnit pobyt v nemocnici si Edwards nesl v hlavě už z USA.

### V Československu
Do Československa přijel v roce 1989, oženil se zde a trvale tu žije v východních Čechách. Přivedl jej sem jeho cílený zájem o různé jazyky a kultury a především touha prozkoumat český jazyk a seznámit se s českou kulturu. V té době už Gary hovořil pěti jazyky a hodlal k nim přidat i češtinu. Gary Edwards je ženatý a má dospělou dceru. Jeho manželka je Češka a vyženil i dospělou nevlastní dceru Jou, která je herečka a muzikantka,  s rodinou žila nejprve v Amsterodamu a později se přestěhovala do Berlína, (nějaký čas pracovala jako porodní asistentka v Dublinu.)

### Začátky
Nemocnice v České republice začal navštěvovat v roce 1998, kdy zaregistroval absenci nemocničních klaunů v tuzemsku.
První tři roky si veškeré výdaje na tyto návštěvy („nemocniční klauniády“) financoval z vlastních prostředků a rodinných úspor. Zpočátku musel překonat nedůvěru lékařů a sester i jejich obavy, že jim budou zdravotní klauni překážet v práci. O významu humoru v nemocnicích (a úloze tzv. zdravotních klaunů) přednášel proto na zdravotnických konferencích a koncept „podpůrného působení humoru při léčbě“ probíral formou dialogu i s lidmi působícími v českém zdravotnictví a v sociální péči. Vlakem nebo autobusem (jen s klaunským nosem a ukulele) objel několik nemocnic (Ostrava, Praha, Brno, Plzeň, Hradec Králové), aby na svém příkladu nemocničnímu personálu ukázal, jak takový zdravotní klaun „v terénu“ pracuje.

### Zdravotní klaun
V roce 2000 přijal Gary dobře placenou muzikantskou práci na světové výstavě Expo v Německu. Získané finance mu pomohly v roce 2001 završit svoje působení založením občanského sdružení Zdravotní klaun. Do zřízeného bankovního účtu převedl všechny své peníze, sehnal kancelář a začal hledat sponzory.
Následovaly roky, kdy si k sobě vybíral nové zdravotní klauny, zároveň získával kontakty v dalších institucích, dále sháněl sponzory a pořádal semináře pro mediky a nemocniční personál. Svými projevy na zdravotnických konferencích upozorňoval na stěžejní význam humoru v nemocnicích. V roce 2004 přišla podpora od ministerstva zdravotnictví. To podpořilo na čas nejen projekt Cirkus Paciento, ale i všechny návštěvy zdravotních klaunů v nemocnicích na základě probíhající odborné studie. Ta nakonec potvrdila, že pravidelné návštěvy zdravotních klaunů zkracují nejen adaptační období dětských pacientů, ale současně zlepšují jejich psychický stav čímž u nich synergicky podporují ozdravné procesy. V roce 2006 se organizace Zdravotní klaun začala více obracet o finanční pomoc také směrem k individuálním dárcům. Díky podpoře široké veřejnosti se začal projekt zdárně rozvíjet.
V občanském sdružení Zdravotní klaun působil Gary zpočátku jako umělecký (do roku 2011) a výkonný (do roku 2013) ředitel. V roce 2012 ukončil svoji aktivní činnost v tomto typu občanského sdružení jak v Čechách, tak i na Slovensku, kde identický projekt založil a vedl.

### Další působení
Gary Edwards zastává (od roku 2013) funkci předsedy správní rady organizace Zdravotní klaun a je konzultantem mezinárodní organizace Red Noses International. V oblasti rozvoje projektů zaměřených na nemocniční klaunství se Gary Ewards angažuje coby lektor a konzultant po celém světě. V zahraničí pomáhá s rozjezdem nových projektů, radí a koučuje. V Číně si vysloužil kromě úsměvů i respekt poté, když musel policistům vysvětlovat a názorně demonstrovat, jaké je jeho klaunské povolání a jeho poslání. Kromě České republiky a Slovenska založil Gary Edwards obdobné občanské sdružení i v Polsku, pomáhal obdobný projekt budovat i v Chorvatsku, na Novém Zélandu a v Palestině, učí klauny v Rakousku, Německu, Maďarsku a v dalších zemích.
Gary je poctivý člověk s velkým srdcem, nesmírně velkorysý a pracovitý. Zásluhou jeho systematického úsilí a citlivé práce s lidmi je sdružení Zdravotní klaun rozsahem a kvalitou své činnosti jednou z předních organizací zdravotních klaunů v Evropě. Vážím si ho za to, že nedělá ústupky a kompromisy ve svých etických a morálních zásadách, jeho práce i názory jsou přímočaré, konzistentní, ví přesně kam jde a má jasno v tom, jaké cesty a způsoby dosahování cílů jsou přijatelné.
MUDr. Ivana Kořínková, Garyho spolupracovnice, O prácí a morálně–volních vlastnostech Gary Edwardse, 

### Zájmy a záliby
Komponuje hudbu (tu sám definuje jako jazz s prvky popu, někdy skládá i vážnou hudbu), příležitostně maluje, píše knihy, jezdí na snowboardu, pilotuje nebo koncertuje (ovládá hru na více než 6 hudebních nástrojů) se svou skupinou Gary and The Statement (nebo zkráceně The Statement). Hudební těleso (hrající výhradně Garyho skladby) má celkem 9 členů, pět z nich jsou také zdravotní klauni. Výtěžek z koncertů skupiny The Statement věnují hudebníci organizaci Zdravotní klaun.  Gary se nevyhýbá ani stavebním pracím v domě. Gary Edwards je nekuřák, abstinent a vegetarián. Jeho životním krédem je myšlenka: „Nechci tento svět opustit, jako kdybych byl jen návštěvník, který tudy pouze prochází“.
Gary Edwards, zdravotní klaun a nadšený propagátor, ale i dokonalý manažer této činnosti, je dnes v ČR docela známou postavou. ... Zalíbilo se mu na starém kontinentu, kde se v řadě zemí stal průkopníkem činnosti zdravotních klaunů na dětských nemocničních odděleních. Gary je renesanční osobnost, skládá jazzovou i vážnou hudbu, hraje na řadu nástrojů, píše knihy, ovládá řadu jazyků včetně češtiny a kontakt s ním přináší vždy potěšení a nové podněty.
Profesor Jan Janda, předseda České pediatrické společnosti, O osbonosti Gary Edwardse,